# Кальдас (Антьокия)
Кальдас (исп. Caldas) — город и муниципалитет на севере Колумбии, на территории департамента Антьокия. Входит в состав городской агломерации Медельина.

## История
Поселение из которого позднее вырос город было основано в 1840 году. Муниципалитет Кальдас был выделен в отдельную административную единицу в 1848 году.

## Географическое положение

Муниципалитет Кальдас

Город расположен в южной части департамента, на берегах реки Порсе, на расстоянии приблизительно 11 километров к юго-юго-западу (SSW) от Медельина, административного центра департамента. Абсолютная высота — 1935 метров над уровнем моря.

Муниципалитет Кальдас граничит на севере с муниципалитетами Ла-Эстрелья, Саванэта и Энвигадо, на востоке — с муниципалитетом Эль-Ретиро, на юго-востоке — с муниципалитетами Монтебельо и Санта-Барбара, на юге — с муниципалитетом Фредония, на западе — с муниципалитетами Амага и Анхелополис. Площадь муниципалитета составляет 146 км².

## Население
По данным Национального административного департамента статистики Колумбии, совокупная численность населения города и муниципалитета в 2012 году составляла 75 042 человек.
Динамика численности населения муниципалитета по годам:
| 2005   | 2006   | 2007   | 2008   | 2009   | 2010   | 2011   | 2012   |
| ------ | ------ | ------ | ------ | ------ | ------ | ------ | ------ |
| 67 999 | 69 128 | 70 140 | 71 136 | 72 123 | 73 096 | 74 072 | 75 042 |

Согласно данным переписи 2005 года мужчины составляли 48,5 % от населения Кальдаса, женщины — соответственно 51,5 %. В расовом отношении белые и метисы составляли 96 % от населения города; негры, мулаты и райсальцы — 2 %, индейцы — 0,1 %.
Уровень грамотности среди всего населения составлял 93,5 %.

## Экономика
Основу экономики Кальдаса составляют изготовление гончарных изделий, производство пиломатериалов, а также сельскохозяйственное производство.

56,8 % от общего числа городских и муниципальных предприятий составляют предприятия торговой сферы, 27,9 % — предприятия сферы обслуживания, 14,5 % — промышленные предприятия, 0,8 % — предприятия иных отраслей экономики.

## Религия
Город является центром католической епархии Кальдаса.

## Известные уроженцы
- Монтойя, Луис Фернандо — бывший колумбийский футбольный тренер. Лучший тренер Южной Америки 2004 года.